# Ida Sträuli-Knüsli
Ida Jakobea Sträuli-Knüsli (Winterthur, 17 februari 1847 - aldaar, 20 januari 1918) was een Zwitserse notarisbediende en feministe.

## Biografie
Ida Sträuli-Knüsli werd geboren als dochter van Johannes Knüsli, een notaris en kantonnaal politicus die zetelde in de stadsraad van Winterthur en de Kantonsraad van Zürich. In 1869 huwde zij met Johann Werner Sträuli, een handelaar. Haar schoonvader was Johannes Sträuli, haar schoonbroer Emil Sträuli. Hans Knüsli was haar broer. Als secretaresse in het notariskantoor van haar vader werd Ida Sträuli-Knüsli geconfronteerd met de juridische discriminaties ten aanzien van vrouwen, wat heeft gemaakt dat zij zich zou gaan inzetten voor de rechten van vrouwen. In 1888 richtte ze in Winterthur een vrouwenvereniging op, die ze zou voorzitten tot 1890 en die humanitaire acties organiseerde teneinde de sociale en economische omstandigheden van vrouwen te bevorderen en te ondersteunen. De vereniging begleidde ook jongedames op de arbeidsmarkt. In 1891 richtte Sträuli-Knüsli een huisvrouwenschool op.

## Trivia
- In de stadswijk Neuhegi in Winterthur is met de Ida-Sträuli-Strasse een straat vernoemd naar Ida Sträuli-Knüsli.